# Marlyse Marquer
Marlyse Marquer (* 24. Dezember 1989) ist eine mauritische Badmintonspielerin. 

## Karriere
Marlyse Marquer wurde bei den Mauritius International 2009 Dritte im Damendoppel mit Yeldi Louison. Bei den Afrikameisterschaften 2010 startete sie mit Amrita Sawaram im Doppel und wurde dort ebenfalls Dritte. 2006 nahm sie an den Commonwealth Games teil.

## Sportliche Erfolge
| Saison | Veranstaltung           | Disziplin   | Platz | Name                             |
| ------ | ----------------------- | ----------- | ----- | -------------------------------- |
| 2009   | Mauritius International | Damendoppel | 3     | Marlyse Marquer / Yeldi Louison  |
| 2010   | Afrikameisterschaft     | Damendoppel | 3     | Marlyse Marquer / Amrita Sawaram |